# Вулиця Братів Буслаєвих
Братів Буслаєвих вулиця — вулиця у місті Євпаторія. Вулиця братів Буслаєвих починається у парку ім. Караєва і закінчується біля вулиці Піонерської. Далі вулиця братів Буслаєвих переходить в проїзд Анни Ахматової.
Історична назва – вулиця Дачна. Свою сучасну назву вулиця отримала на честь євпаторійців, двох братів Буслаєвих, Миколи Васильовича Буслаєва — командира загону кораблів під час Євпаторійського морського десанту 4-5 січня 1942; та Івана Васильовича Буслаєва — лікаря, першого почесного громадянина Євпаторії, який отримав це звання в 1967 році, заслуженого лікаря РРФСР.

## Будівлі
- Храм Святого Іллі (вул. Братів Буслаєвих, 5)